# Electra và Elise Avellan
Electra Amelia Avellan và Elise Isabel Avellan (cặp song sinh giống hệt nhau, sinh ngày 12 tháng 8 năm 1986) là những nữ diễn viên người Venezuela. Họ được biết đến nhiều nhất với vai trò là "Cặp song sinh điên cuồng" trong bộ phim Grindhouse năm 2007  và vai y tá "Mona và Lisa" trong Machete năm 2010. Electra và Elise đã thể hiện lại những vai trò này trong Machete Kills tiếp theo 2013. Họ được sinh ra ở Caracas, Venezuela. Cha của họ là anh chị em của nhà sản xuất Elizabeth Avellan, người đã kết hôn với đạo diễn Robert Rodriguez. Mẹ của họ là một người mẫu và diễn viên. Cặp song sinh xuất hiện cùng nhau trong số tháng 4 năm 2007 của Maxim En Espanol.

## Điện ảnh
| Năm  | Phim ảnh                                  | Vai trò               | Ghi chú                       |
| ---- | ----------------------------------------- | --------------------- | ----------------------------- |
| 2007 | Nhà máy xay                               | Người giữ trẻ điên    | Phân đoạn: Bằng chứng tử thần |
| 2007 | Nhà máy xay                               | Người giữ trẻ điên    | Phân đoạn: Hành tinh khủng bố |
| 2008 | Kinh dị                                   | Tự                    |                               |
| 2009 | Vùng nước đen của ao Echo                 | Renne                 |                               |
| 2009 | Pearblieo (Ma cà rồng hoàng hôn)          | Đại hoàng             |                               |
| 2010 | Dao rựa                                   | Y tá Mona             |                               |
| 2010 | Hư không                                  | Rena Lopez            |                               |
| 2011 | Không phải phim khác Không phải phim khác | Phó giám đốc sản xuất |                               |
| 2012 | Cô gái Sushi                              | Đồng sản xuất         |                               |
| 2012 | Tước                                      | Candice               |                               |
| 2013 | Phản ứng                                  | Đồng sản xuất         |                               |
| 2013 | Kills dao rựa                             | Y tá Mona             |                               |
| 2013 | Khỉ bay                                   | Sonya                 |                               |
| 2014 | Ẩn trong rừng                             | Anny                  | Phim truyền hình              |
| 2014 | Hơi thở cuối cùng                         | Nữ diễn viên          |                               |
| 2015 | Giải thưởng không gian                    | Chủ nhà               | (với Daniel Trejo)            |

## Phim trường Elise
| Năm  | Phim ảnh                  | Vai trò            | Ghi chú                       |
| ---- | ------------------------- | ------------------ | ----------------------------- |
| 2007 | Nhà máy xay               | Người giữ trẻ điên | Phân đoạn: Bằng chứng tử thần |
| 2007 | Nhà máy xay               | Người giữ trẻ điên | Phân đoạn: Hành tinh khủng bố |
| 2008 | Kinh dị                   | Tự                 |                               |
| 2009 | Vùng nước đen của ao Echo | Erica              |                               |
| 2010 | Dao rựa                   | Y tá Lisa          |                               |
| 2013 | Kills dao rựa             | Y tá Lisa          |                               |
| 2015 | Giải thưởng không gian    | Chủ nhà            | (với Daniel Trejo)            |